# Some Girls
A Some girls a The Rolling Stones tizennegyedik stúdióalbuma 1978-ból. Az együttes is áttért a punkosabb-diszkós ritmusos slágerek készítéséhez így ez vegyesre sikeredett. Mick Jagger és Keith Richards jegyzi a dalokat. A Miss you egyhamar sláger lett de olyan dalok is helyet kaptak mint, Shattered faraway eyes beast of burden respectable. Eme lemezzel is turnéra indultak, nagy sikerrel. 2020-ban Minden idők 500 legjobb albuma listán 468. helyen szerepelt.

## Az album dalai
Az összes szám szerzője Mick Jagger és Keith Richards, kivéve a Just My Imagination (Running Away with Me), ami Norman Whitfield és Barrett Strong szerzeménye. 
| 1. | Miss You                                   | 4:48 |
| 2. | When the Whip Comes Down                   | 4:20 |
| 3. | Just My Imagination (Running Away with Me) | 4:38 |
| 4. | Some Girls                                 | 4:36 |
| 5. | Lies                                       | 3:11 |

| 6.  | Far Away Eyes           | 4:24 |
| 7.  | Respectable             | 3:06 |
| 8.  | Before They Make Me Run | 3:25 |
| 9.  | Beast of Burden         | 4:25 |
| 10. | Shattered               | 3:48 |